# Heinrich Clausen
Heinrich Clausen (* 20. September 1879 in Verden (Aller); † 24. September 1966) war ein deutscher Kommunalpolitiker (SPD)/(SED), Buchhändler, Verleger, Fotograf und Gastronom.

## Leben
Clausen stamme aus dem heutigen Niedersachsen. Vor dem Ersten Weltkrieg verschlug es ihn in den Harz, wo er fortan in Schierke, dem damals für Werbezwecke als „St. Moritz des Nordens“ bezeichneten Kurort am Fuße des Brockens, seine Wirkungsstätte fand. Zunächst arbeitete er als Kellner bzw. Oberkellner im Hotel auf dem 1141 m hohen Brocken, machte sich aber schon bald als Gastronom und Pensionsbetreiber selbstständig, in dem er den Gemeindekrug („Clausen-Gastwirtschaft“, heute Haus-Nr. 49) übernahm und zu einer Pension („Haus Clausen“) ausbaute. Später übernahm er auch die im Ort gelegene, 1910 gegründete Faust-Buchhandlung, in der er einen eigenen Verlag begründete, in dem er u. a. auch eigene Fotos auf Postkarten von Schierke und Umgebung verlegte. Diese sind inzwischen zu begehrten Sammelobjekten geworden, da sie den Zustand des Brockengebietes vor dem Zweiten Weltkrieg bildlich dokumentieren.
1918 war Heinrich Clausen einer der Mitbegründer des Arbeiter- und Soldatenrates in Schierke, dessen stellvertretenden Vorsitz er übernahm. 1919 erhielt er für die SPD ein Mandat im Kreistag von Wernigerode. Als 1921 die Gemeinde Schierke aus dem früheren fürstlichen Gutsbezirk Schierke gegründet wurde, wurde er Mitglied des Gemeinderates. In den folgenden Jahren wurde Heinrich Clausen mehrfach für die SPD in den Kreistag von Wernigerode gewählt. Im April 1933 wurde die SPD-Fraktion verboten und Heinrich Clausen aus Gemeinde- und Kreisrat ausgeschlossen. Während der Zeit der NS-Herrschaft musste Clausen Repressalien erleiden.
Nach Ende des Zweiten Weltkrieges wurde Heinrich Clausen am 9. Mai 1945 zum Bürgermeister von Schierke ernannt. Als Bürgermeister wechselte er im Juli 1945 in das benachbarte Elend, wo er bis Juli 1948 amtierte. In beiden Orten hatte er erheblichen Anteil am Wiederaufbau der neuen Verwaltungsstrukturen und der Versorgung der Bevölkerung nach Kriegsende.
Heinrich Clausen starb vier Tage nach seinem 87. Geburtstag im Jahre 1966.